# سیارک ۷۲۵۰
سیارک ۷۲۵۰ (به انگلیسی: 7250 Kinoshita، نامگذاری:1992SG1) هفت هزار و دویست و پنجاهمین سیارک کشف شده‌است که در ۲۳ سپتامبر ۱۹۹۲ کشف شد.
قدر مطلق سیارک برابر ۱۳٫۵۰ است.